# Micrathena cubana
Micrathena cubana là một loài nhện trong họ Araneidae.
Loài này thuộc chi Micrathena. Micrathena cubana được Richard C. Banks miêu tả năm 1909.